# لئونس پره
لئونس پره (فرانسوی: Léonce Perret‎؛ ۱۴ مارس ۱۸۸۰ – ۱۲ اوت ۱۹۳۵) هنرپیشه، کارگردان، فیلم‌نامه‌نویس و تهیه‌کننده اهل فرانسه بود. وی آثاری فراوان و خلاقانه از خود بر جای گذاشت.